# 实验室 (游戏)
《实验室》是一款虚拟现实电子游戏，由Valve开发，于2016年4月5日免费发行。游戏采用Unity和Source 2引擎，支持虚拟现实头戴式显示设备。其内容设定于《传送门》系列宇宙，利用了虚拟现实技术的各种机能来实现8种不同的游戏模式。
Valve还将游戏使用的渲染器发布至Unity商店，鼓励开发者研究、学习。